# Líšná
Líšná (deutsch Lischna, auch Lissna) ist eine Gemeinde in Tschechien. Sie liegt zwölf Kilometer südwestlich von Polička und gehört zum Okres Žďár nad Sázavou.

## Geographie
Líšná befindet sich im Südosten der Saarer Berge linksseitig über dem Tal der Fryšávka. Nördlich erheben sich der Buchtův kopec (Löwenberg, 813 m) und Strom (Stromberg, 771 m), im Osten die Rabuňka (722 m), südöstlich der Zítkův kopec (723 m) und im Süden der Bohdalec (791 m).
Nachbarorte sind Daňkovice im Norden, Jimramovské Paseky im Nordosten, Nový Jimramov im Osten, Hamr und Nové Jimramovské Paseky im Südosten, Ve Smrčinách und Odranec im Süden, Chobot, Bořina und Kuklík im Südwesten, Líšenský Dvůr und Vříšť im Westen sowie Sněžné im Nordwesten.

## Geschichte
Das Dorf entstand wahrscheinlich in der zweiten Hälfte des 15. Jahrhunderts und gehörte zur Herrschaft Pernstein. Die erste urkundliche Erwähnung von Lessny erfolgte im Jahre 1500, als Wilhelm II. von Pernstein nach der Teilung der Herrschaft in den 25 Dörfern des Neustadtl-Ingrowitzer Anteils den Schankzwang für herrschaftlichen Wein aufhob. Lisstny war dem Richter in Věcov unterstellt. In der Mitte des 16. Jahrhunderts wurde unterhalb des Dorfes an der Frischawa eine Mühle errichtet. Nach dem Tode von Vratislav von Pernstein verkauften seine Söhne Johann und Maximilian die verschuldete Herrschaft Neustadtl 1587 an Wilhelm Dubský von Třebomyslice. Neben dem Mühlgut bestanden zu dieser Zeit in Líšná noch neun Bauernwirtschaften. Dubský verlor nach der Schlacht am Weißen Berg 1624 seine Güter. Ab 1638 kam die Herrschaft an Simon Kratzer von Schönsberg. Er plante die Nutzung der Eisenlagerstätten in den Saarer Bergen. 1646 bestand Líšná aus zehn Anwesen. Franz Maximilian Kratzer realisierte ab der Mitte des 17. Jahrhunderts das Vorhaben seines 1645 von den Schweden erschossenen Vaters. Bei Lischna entstanden mehrere Eisenschächte und der Mühle an der Frischawa wurde zu einem Hammerwerk und Frischfeuer für den Kadauer Hochofen umgebaut. Um den Hammer entstand die Hammersiedlung Dolní Líšná. Das älteste Ortssiegel stammt von 1749. Im 19. Jahrhundert wurde in den Zechen Gottes Gabe und Jungfrau Maria Eisenerz gefördert.
Nach der Aufhebung der Patrimonialherrschaften bildete Líšná ab 1850 eine Gemeinde im politischen Bezirk Neustadtl. Mit der Stilllegung der Eisenhütte in Kadov endete in der Zweiten Hälfte des 19. Jahrhunderts auch der Bergbau in Líšná. 1892 nahm eine Weberei den Betrieb auf. Am 1. Dezember 1930 lebten in den 50 Häusern der Gemeinde 277 Menschen. Davon waren 142 Protestanten und 132 Katholiken. 1949 wurde Líšná dem Okres Polička zugeordnet. Seit 1961 gehört die Gemeinde zum Okres Žďár nad Sázavou. 1976 erfolgte die Eingemeindung nach Sněžné. Seit 1990 besteht die Gemeinde Líšná wieder. 1991 wurde die Textilfabrik stillgelegt und darin ein Großzuchtbetrieb für Karnickel eingerichtet. Der Líšenský dvůr dient der Hochschule für Veterinärwesen in Brno als Erholungszentrum.

## Gemeindegliederung
Für die Gemeinde Líšná sind keine Ortsteile ausgewiesen. Líšná besteht aus den Ortslagen Dolní Líšná und Horní Líšná sowie den Ansiedlungen Líšenský dvůr, Ve Smrčinách (Ober Passek), Hamr (Eisenhammer) und Fuksův mlýn (Fuxmühle). Grundsiedlungseinheiten sind Líšná und Ve Smrčinách.

## Sehenswürdigkeiten
- Reste der Burg Štarkov, auch Stařechovice bzw. Skály genannt, östlich des Dorfes

## Söhne und Töchter der Gemeinde
- Josef Bukáček (1897–1970), Philologe und Professor an den Universitäten Triest und Padua